# David M. Lee
David Morris Lee (wym. deɪvɪd mɒærɪs li) (ur. 20 stycznia 1931 w Rye) – amerykański fizyk; w 1996 otrzymał, wraz z Douglasem Osheroffem i Robertem Richardsonem, Nagrodę Nobla w dziedzinie fizyki za odkrycie nadciekłości w helu-3.

## Życiorys

### Wczesne życie
Lee urodził się i wychował w Rye, w stanie Nowy Jork w Stanach Zjednoczonych. Jego rodzice – Annette (Franks), nauczycielka, i Marvin Lee, inżynier elektryk – byli dziećmi żydowskich imigrantów z Anglii i Litwy. Ukończył studia na Uniwersytecie Harvarda w 1952, a następnie służył w United States Army przez 22 miesiące. Po wypisaniu z wojska zdobył tytuł magistra na Uniwersytecie Connecticut. W 1955 wstąpił na Uniwersytet Yale, gdzie pracował (pod kierunkiem Henry’ego Fairbanka) w grupie fizyki niskich temperatur, prowadząc badania eksperymentalne nad ciekłym helem-3.
W 1959, po ukończeniu Uniwersytetu Yale, Lee podjął pracę na Uniwersytecie Cornella, gdzie był odpowiedzialny za stworzenie nowego Laboratory of Atomic and Solid State Physics. Wkrótce po przybyciu na Uniwersytet Cornella poznał swoją przyszłą żonę, Dane z którą ma dwójkę dzieci, a następnie zrobił doktorant w innym dziale.
16 listopada 2009 Lee przeniósł swoje laboratorium z Uniwersytetu Cornella na Teksański Uniwersytet Rolniczo-Mechaniczny.

### Praca naukowa
Odkrycie, które przyniosło Lee Nagrodę Nobla, zostało dokonane w 1970. Lee, wraz z Robertem Colemanem Richardsonem i studentem Douglas D. Osheroff wykorzystali zjawisko Pomieranczuka (nazwa pochodzi od Isaaka Pomieranczuka) do zbadania zachowania helu-3 w temperze kilku tysięcznych stopnia zera bezwzględnego. Odkryli nieoczekiwane skutki z ich pomiarów, które ostatecznie wyjaśniły, jak przejść fazowo do nadciekłej fazy helu-3. Lee, Richardson i Osheroff wspólnie otrzymali Nagrodę Nobla w dziedzinie fizyki w 1996 za to odkrycie.
Badanie Lee obejmuje również szereg innych zagadnień w fizyce niskich temperatur, w szczególności w odniesieniu do cieczy, ciała stałego i nadciekłego helu (helu-3, helu-4 i mieszaniny tych dwóch). Poszczególne odkrycia obejmują antyferromagnetyczne kolejności w stałych helu-3, fale spinu jądrowego w obrocie spolaryzowanego, atomowego wodoru z Jackiem H. Freedem i punkt trójkrytyczny na krzywej rozdziału faz cieczy helu-3 i 4, we współpracy z Johnem Reppym, jego kolegą z Uniwersytetu Cornella.
Inne nagrody Lee to zdobyta w 1976 wraz z Francisem Simonem Memorial Prize, przyznana przez brytyjski Institute of Physics, i zdobyta w 1981, wraz z Dougiem Osheroffem i Robertem Richardsonem, Nagroda Olivera Buckleya, przyznana przez American Physical Society za ich odkrycie nadciekłości helu-3.
Lee jest członkiem Narodowej Akademii Nauk oraz Amerykańskiej Akademii Sztuk i Nauk.
Lee obecnie wykłada fizykę na Teksańskim Uniwersytecie Rolniczo-Mechanicznym i kontynuuje jego dawniej prowadzony na Uniwersytecie Cornella program badawczy.